# Acide tauroselcholique
L'acide tauroselcholique, aussi appelé SeHCAT est un médicament utilisé dans le cadre d'un test clinique destiné à diagnostiquer la malabsorption des acides biliaires. 

## Développement
Le SeHCAT est un analogue d'acide biliaire conjugué à la taurine qui a été synthétisé pour une utilisation en tant que médicament radiopharmaceutique afin d'étudier in vivo la circulation entéro-hépatique des sels biliaires. En incorporant le gamma-émetteur 75Se dans la molécule de SeHCAT, la rétention dans le corps ou la perte de ce composé dans les selles pourrait être facilement étudiée à l'aide d'un détecteur de rayon gamma, disponible dans la plupart des départements de médecine nucléaire. 
Il a été démontré que le SeHCAT était absorbé par l'intestin et excrété dans la bile au même rythme que l'acide cholique, l'un des principaux acides biliaires naturels chez l'Homme. Il subit la sécrétion dans les voies biliaires, la vésicule biliaire et l'intestin en réponse à la nourriture, puis est réabsorbé efficacement dans l'iléon, avec une cinétique similaire à celle des acides biliaires naturels,. Il s’est rapidement avéré être une méthode pratique et précise pour évaluer et mesurer le taux de renouvellement des acides biliaires dans l’intestin. Le test au SeHCAT a été mis au point commercialement par Amersham International Ltd (Amersham plc fait maintenant partie de la division Diagnostics médicaux de GE Healthcare) à des fins cliniques pour étudier la malabsorption chez les patients souffrant de diarrhée. Ce test a remplacé les tests respiratoires à l'acide glycocholique (ou acide taurocholique) marqués au 14C ou les dosages fécaux d'acides biliaires, pour l'investigation clinique d'un syndrome de malabsorption. 

## Procédure
Une capsule contenant du 75SeHCAT radiomarqué (avec 370 kBq de sélénium 75 et moins de 0,1 mg de SeHCAT) est prise par voie orale avec de l’eau. La période radioactive du 75Se est d'environ 120 jours ; l'activité est ajustée à une date de référence standard. 
Les patients peuvent recevoir des instructions pour jeûner avant l'administration de la gélule ; la pratique clinique varie considérablement à cet égard. La dose effective de rayonnement pour un adulte ayant reçu 370 kBq de SeHCAT est de 0,26 mSv (à titre de comparaison, l'exposition au rayonnement lors d'un scanner abdominal est indiquée à 5,3 mSv et l'exposition naturelle annuelle d'un individu au Royaume-Uni est de 1 à 3 mSv). À l'origine, les mesures étaient effectuées avec un compteur pour le corps complet, mais elles sont généralement effectuées maintenant avec un détecteur de rayons gamma. Le patient est scanné en décubitus dorsal ou ventral, avec acquisition antérieure et postérieure de la tête à la cuisse 1 à 3 heures après la prise de la capsule. La numérisation est répétée après 7 jours.  Les valeurs de fond sont soustraites et tout passage dans un département de médecine nucléaire doit être évité pour écarter toute source de radiations externes. 

À partir de ces mesures, le pourcentage de rétention de SeHCAT est calculé, 7 jours après son ingestion. Une valeur de rétention de SeHCAT supérieure à 15% après 7 jours est considérée comme normale, avec des valeurs inférieures à 15% signifiant une perte excessive d'acides biliaires, évoquant une possible malabsorption des acides biliaires. 
Avec des mesures plus fréquentes, il est possible de calculer la demi-vie de rétention du SeHCAT dans le corps entier, mais ceci n'est pas systématiquement mesuré dans un contexte clinique habituel. Une demi-vie supérieure à 2,8 jours a été citée comme normale.

## Utilisation clinique
Le test au SeHCAT est utilisé pour explorer les patients présentant une suspicion de malabsorption des acides biliaires, qui souffrent généralement de diarrhée chronique et de selles liquides 5 à 10 fois par jour. Lorsque l'iléon a été retiré à la suite d'une chirurgie ou est enflammé dans la maladie de Crohn, la rétention du SeHCAT après 7 jours est généralement anormale et la plupart de ces patients bénéficieront d'un traitement par chélateurs d'acides biliaires,. La circulation entéro-hépatique des acides biliaires est réduite chez ces patients présentant des anomalies iléales et, comme la rétention normale des acides biliaires dépasse 95%, un faible degré de modification est suffisant. La malabsorption des acides biliaires peut également être secondaire à une cholécystectomie, à une vagotomie et à d'autres troubles affectant la motilité intestinale ou la digestion, tels qu'une entéropathie radique, une maladie cœliaque ou une colonisation bactérienne chronique de l'intestin grêle. 
Une image similaire à la diarrhée chronique, avec rétention anormale du SeHCAT et une réponse aux chélateurs d'acides biliaires, en l'absence d'autres troubles de l'intestin, est caractéristique de la forme idiopathique de la malabsorption des acides biliaires - également appelée diarrhée primaire des acides biliaires. Ces patients sont fréquemment diagnostiqués à tort comme atteints du syndrome du côlon irritable, car les cliniciens ne reconnaissent pas la maladie, ne pensent pas à effectuer un test SeHCAT ou n'en disposent pas. 
Au moins 18 études ont été menées sur l’utilisation du test au SeHCAT chez des patients atteints du syndrome de l'intestin irritable avec prédominance de diarrhée. Lorsque ces données ont été combinées, 32% des 1 223 patients présentaient une rétention du SeHCAT après 7 jours inférieure à 10 % et 80 % d'entre eux ont signalé une réponse à la cholestyramine, un séquestrant des acides biliaires. 